# Bang sònic

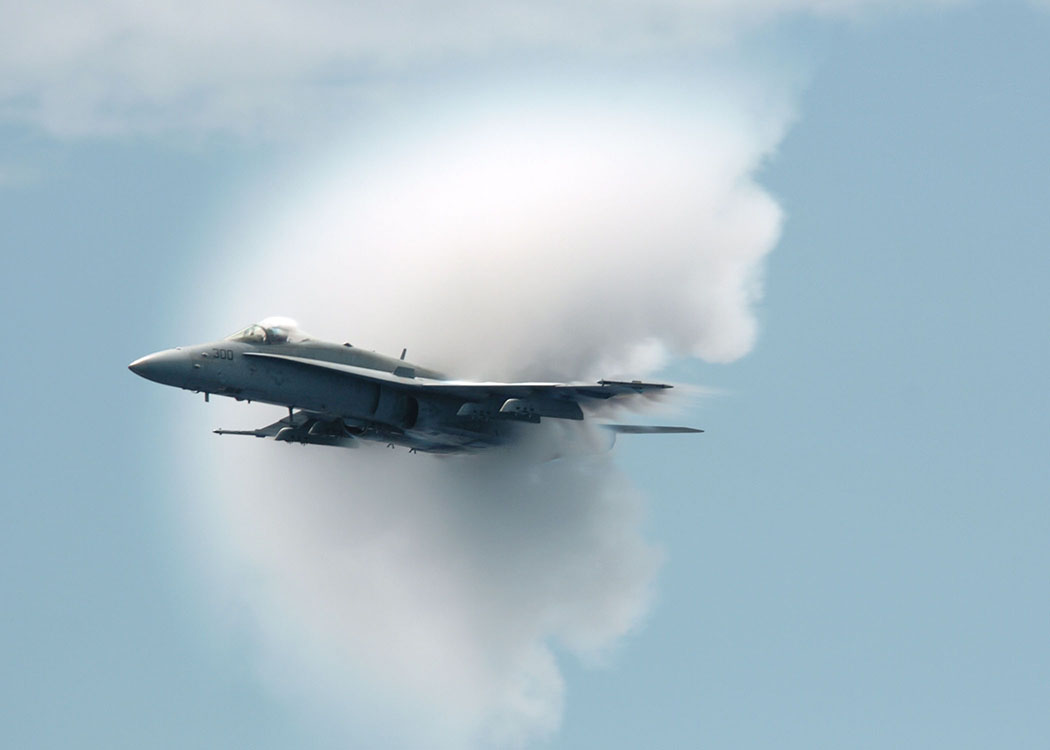
Fotografia d'un caça F/A-18 Hornet de l'armada dels Estats Units en el mateix instant en què travessa la barrera del so. Noteu la condensació del núvol al voltant de l'àpex de moviment causada per la singularitat de Prandtl-Glauert

S'anomena bang sònic (en anglès: sonic boom) el component audible de l'ona de xoc provocada per un objecte quan sobrepassa la velocitat Mach 1. S'observa amb freqüència en avions militars, encara que també el poden provocar avions civils, com el ja retirat de servei Concorde, capaç d'assolir Mach 2,03, o la també retirada llançadora espacial, que arriba a Mach 27. Un altre cas en què es pot generar és en penetrar un meteorit a l'atmosfera a alta velocitat (54.000 km/h) com el cas de l'impacte de meteor a Rússia en el 2013, que va fer una gran trencadissa de vidres amb més de 500 ferits.
El fenomen es relaciona amb l'efecte Doppler, el qual descriu els canvis en la freqüència percebuda per un observador quan aquest o la font emissora de so es troba en moviment. En llegir i comprendre aquest efecte en les ones sonores, sorgeix la pregunta sobre què passa amb la freqüència percebuda quan la velocitat de la font s'acosta, es mou i sobrepassa la velocitat del so.

## Causes del fenomen
El bang sònic es produeix perquè, en ser la velocitat de la font pròxima a Mach 1, els fronts d'ona que genera comencen a superposar-se l'un contra l'altre. Si la velocitat de la font supera la velocitat del so es produirà una "conificació" de les ones darrere de la font, i el so del bang té lloc perquè, en ser vençuda per l'aeronau, la barrera del so esclata sense afectar ni l'estructura molecular de l'aeronau ni la de l'aire. En el cas d'un caça, el pilot no pot sentir el soroll del bang ni el soroll del motor viatjant per l'aire, ja que ambdós són deixats enrere per l'avió. La següent imatge il·lustra les 3 situacions.

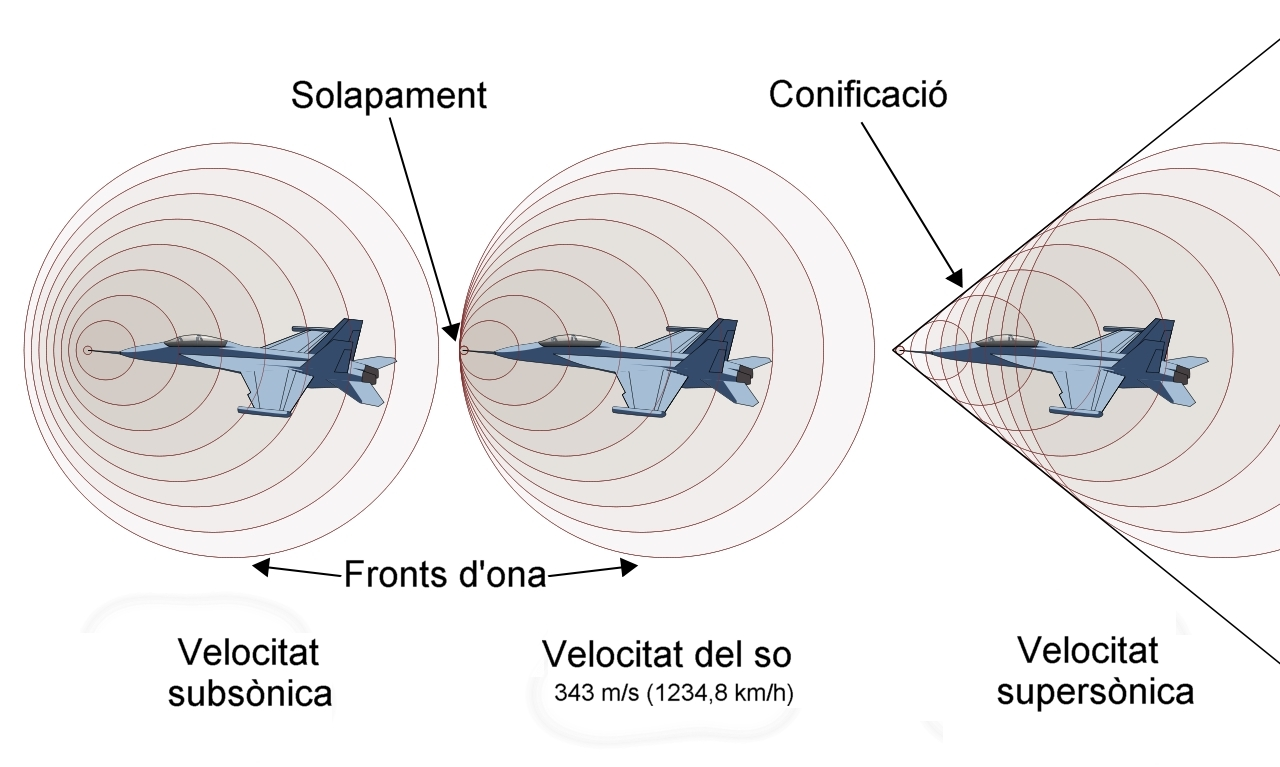
Situacions segons la velocitat de la nau.

Els espetecs sònics dissipen enormes quantitats d'energia, fet que produeix un soroll molt semblant al d'una explosió. Típicament el front de xoc pot arribar als 167 megawatts per metre quadrat (MW/m²), i pot fins i tot excedir els 200 decibels.

## Interpretació matemàtica
La freqüència percebuda per un observador en repòs respon a la següent equació:
{\displaystyle F'=f.{\bigg (}{\frac {1}{1\pm {\frac {v_{s}}{v}}}}{\bigg )}}
on {\displaystyle v_{s}} és la velocitat de la font i {\displaystyle v} la velocitat del so dins l'aire. Quan l'avió s'aproximi a la velocitat del so (valors molt pròxims), s'ha d'interpretar com un límit.
{\displaystyle f'=\lim _{v_{s}\to \ v}f.{\Bigg (}{\frac {1}{1\pm {\frac {v_{s}}{v}}}}{\Bigg )}}
En aquest moment el valor de f tendeix a zero però encara no ho és. Quan {\displaystyle v_{s}} sigui igual a {\displaystyle v}, el denominador serà 0, el que implica una divisió per 0, és a dir, una inconsistència o singularitat matemàtica. Justament en aquest punt es produirà el bang sònic. En símbols:
{\displaystyle Si\ v_{s}=v\ \Rightarrow {\frac {v_{s}}{v}}=1}
{\displaystyle F'=f.{\bigg (}{\frac {1}{1-{\frac {v_{s}}{v}}}}{\bigg )}=f.{\bigg (}{\frac {1}{1-1}}{\bigg )}=f.{\bigg (}{\frac {1}{0}}{\bigg )}}
{\displaystyle S=\varnothing }
L'equació resultant és coneguda com a equació incompatible, és a dir que no té solució. Per tant, quan la velocitat de la font sigui major que la del so, la freqüència aparent serà menor que 0, és a dir serà una freqüència negativa. Aquesta inconsistència es coneix com a Singularitat de Prandtl-Glauert: a causa de la formació de l'ona de xoc es produeix un sobtat descens de la pressió en el veïnatge de l'àpex motriu, resultant una igualment abrupta disminució de la temperatura en tota l'àrea circumdant. En condicions d'elevada humitat ambiental el vapor d'aigua atmosfèric es condensa sobtadament en minúscules gotes d'aigua, formant un núvol d'inusuals característiques.
Aquest concepte és molt confús, ja que se suposa que una freqüència ha de tenir un valor major o igual a 0, tot i que l'equació tendeix a suposar una freqüència negativa, fet que no té sentit físic.

## Espetec del fuet

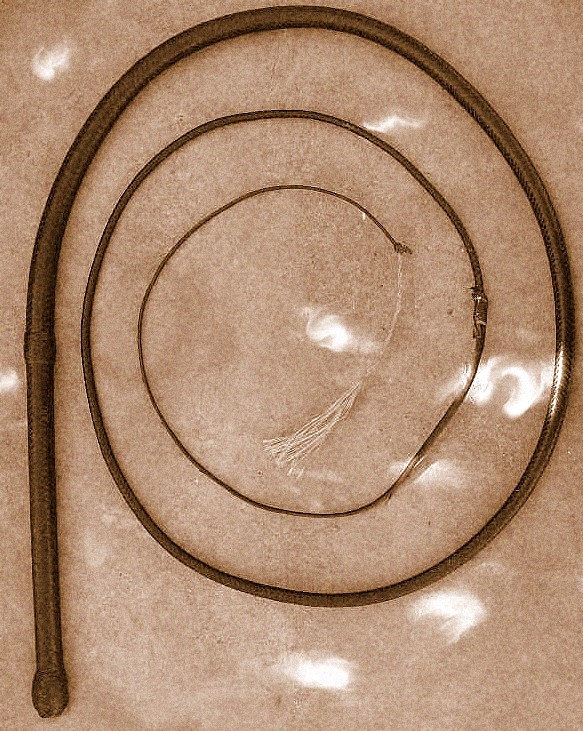
Fuet australià.

No cal pujar a un avió caça per produir un bang sònic. En el circ, el domador d'animals pot utilitzar un fuet, amb un moviment que pot ser més ràpid (gairebé sempre) que la velocitat del so. Això també produeix un bang sònic en miniatura, que és produït per les ones d'aire d'alta velocitat resultants. Si la fuetada es produeix sobre una superfície bruta o polsosa, l'ona de xoc provocarà un aixecament de la pols que està al voltant de l'origen de l'ona. Aquests bangs sònics «casolans» produeixen també el fenomen conegut com a ona de xoc.

## Ocurrència del fenomen en la vida quotidiana
D'una forma semblant a l'espetec del fuet, si s'agafa una tovallola i se sacseja ràpidament una de les seves puntes, s'arriba a produir un mini bang sònic, encara que una tovallola en repòs no sigui un generador natural de sons. És el bang sònic produït per la fuetada a alta velocitat de l'extrem de la tovallola, el que genera una ona de xoc que s'expandeix al voltant de l'objecte que la produeix, però en direccions contràries d'allà on s'ha generat.